# Теория перманентной революции
Тео́рия пермане́нтной револю́ции (от лат. permaneo — продолжаюсь, остаюсь) — теория о развитии революционного процесса в периферийных и слаборазвитых странах. Теория была первоначально предложена и в дальнейшем разработана Львом Троцким в произведении «Перманентная революция», Эрнестом Манделем и другими марксистскими теоретиками (включая таких троцкистских авторов, как Михаэль Леви, Джозеф Хансен, Ливио Майтан).

## Формулировки основоположников марксизма
Сама идея перманентной революции была высказана ещё Карлом Марксом и Фридрихом Энгельсом в 1840-х годах в «Манифесте коммунистической партии» и в «Обращении ЦК к Союзу коммунистов». Основатели марксизма считали, что при осуществлении буржуазно-демократической революции в передовых капиталистических странах, в которых созрели предпосылки для социализма, пролетариат не остановится на выполнении исключительно демократических задач. При том, что буржуазия старается поскорее завершить революцию, пролетариат должен «… сделать революцию непрерывной до тех пор, пока все более или менее имущие классы не будут устранены от господства, пока пролетариат не завоюет государственной власти». Там же Карл Маркс и Фридрих Энгельс настаивают на слаженности пролетарской революции и крестьянского революционного движения.
С точки зрения Теодора Ойзермана, к концу 50-х — 60-м годам Карл Маркс и Фридрих Энгельс частично пересмотрели свои выводы, сделанные на основе революционного опыта 1848 г. Они, в частности, отказались от идеи перманентной революции, признав, что пролетарскую революцию от буржуазной отделяет целая историческая эпоха.

## Взгляд социал-демократов
Во взгляде западных социал-демократов и российских меньшевиков в начале 20 в. на перманентную революцию выражена мысль, что для победы социалистической революции после совершения буржуазно-демократической революции должно пройти длительное время, пока значительная часть населения не пролетаризируется и пролетариат не станет большинством в стране. При совершении социалистической революции пролетариат борется против всех непролетарских классов, в том числе и против оказывающего ему сопротивление крестьянства. Поэтому в условиях малочисленности рабочего класса, особенно в России, любая социалистическая (перманентная) революция обречена на поражение.

## Точка зрения Ленина
Владимир Ленин неоднозначно относился к идее перманентной революции. Так Ленин в своей работе «О лозунге Соединенных Штатов Европы» пишет:

«Неравномерность экономического и политического развития есть безусловный закон капитализма. Отсюда следует, что возможна победа социализма первоначально в немногих или даже в одной, отдельно взятой, капиталистической стране. Победивший пролетариат этой страны, экспроприировав капиталистов и организовав у себя социалистическое производство, встал бы против остального, капиталистического мира…»
Стоит отметить, что В. Ленин в этой работе под социализмом имел в виду социалистическую революцию, а не социализм в смысле первого этапа коммунизма. В данной же цитате Ленин говорит, что достижение первого этапа коммунизма («...организовав у себя социалистическое производство...») в отдельной стране противопоставит её всему остальному капиталистическому миру. Далее Ленин уже на докладе о внешней политике на объединённом заседании ВЦИК и Московского Совета, произошедшем 14 мая 1918 года, говорил следующее:
Я знаю, есть, конечно, мудрецы, считающие себя очень умными и даже называющие себя социалистами, которые уверяют, что не следовало брать власти до тех пор, пока не разразится революция во всех странах. Они не подозревают, что, говоря так, они отходят от революции и переходят на сторону буржуазии. Ждать, пока трудящиеся классы совершат революцию в международном масштабе, — это значит всем застыть в ожидании. Это бессмыслица. Трудность революции всем известна. Начавшись блестящим успехом в одной из стран, она, может быть, будет переживать мучительные периоды, ибо окончательно победить можно только в мировом масштабе и только совместными усилиями рабочих всех стран. Наша задача заключается в выдержке и осторожности, мы должны лавировать и отступать, пока к нам не подойдут подкрепления. Переход к этой тактике неизбежен, как бы над ней ни смеялись называющие себя революционерами, но ничего не смыслящие в революции.
Скорее всего Ленин был против определенной части перманентной революции, связанной с крестьянством, но сам факт непрерывности революции им не отрицался.
Что подтверждал даже Сталин в своей работе «К вопросам Ленинизма»:

Ленин воевал, стало быть, со сторонниками «перманентной» революции не из-за вопроса о непрерывности, ибо Ленин сам стоял на точке зрения непрерывной революции.

## Троцкий о перманентной революции
Большое влияние на Троцкого в 1904—1905 годах оказали идеи германского левого социал-демократа А. Парвуса. Парвус предлагал начать с создания в ходе вооружённого восстания социал-демократического правительства—"рабочей демократии" (им был выдвинут известный лозунг: «Без царя, а правительство рабочее»), главной задачей которого должно было стать осуществление программы-минимум РСДРП, соединявшей общедемократические требования, реализованные на Западе в ходе буржуазных революций, с мерами, направленными на радикальное улучшение положения рабочего класса.

### Теория комбинированного развития
Лев Троцкий разработал свой вариант теории перманентной революции в 1905 году и опубликовал его в заключительной статье книги «Наша революция», названной им «Итоги и перспективы». Одним из важнейших элементов теории перманентной революции Троцкого является теория комбинированного развития. До 1905 года марксисты рассматривали возможность осуществления социалистической революции в развитых капиталистических странах. Согласно Троцкому, в относительно развитых странах, таких как Россия, — в которых совсем недавно начался процесс индустриализации и развития пролетариата, — возможно было совершить социалистическую революцию ввиду исторической неспособности буржуазии осуществить буржуазно-демократические требования.
Лев Троцкий писал:

«Политическая недееспособность буржуазии непосредственно определялась характером её отношений к пролетариату и крестьянству. Она не могла вести за собой рабочих, которые враждебно противостояли ей в повседневной жизни и очень рано научились обобщать свои задачи. Но она оказалась в такой же мере неспособной вести за собой крестьянство, потому что была связана сетью общих интересов с помещиками и боялась потрясения собственности в каком бы то ни было виде. Запоздалость русской революции оказалась, таким образом, не только вопросом хронологии, но и вопросом социальной структуры нации».
Теория перманентной революции особенно развивалась Львом Троцким после Октябрьской революции 1917 года. Троцкий отрицал завершённый социалистический характер Октябрьской революции, рассматривая её лишь как первый этап на пути к социалистической революции на Западе и во всём мире. Он видел возможность победы социализма в Советской России, — в связи с малочисленностью пролетариата в ней существованием огромной массы мелкобуржуазного по своему характеру крестьянства, — только в том случае, если социалистическая революция станет перманентной, то есть перекинется на важнейшие страны Европы, когда победивший пролетариат Запада поможет пролетариату России справиться в борьбе с противостоящими ему классами, и тогда станет возможным построение социализма и коммунизма в мировом масштабе.

### Роль крестьянства
Часто теория перманентной революции Троцкого критикуется за якобы недооценку роли крестьянства. В действительности он очень много пишет в своих работах о том, что пролетариат не сможет осуществить социалистический переворот, не заручившись поддержкой крестьянства. Троцкий пишет, что являясь лишь небольшим меньшинством российского общества, пролетариат может привести революцию к эмансипации крестьянства и тем самым заручиться поддержкой крестьянства как части революции, на поддержку которой он будет опираться.
При этом рабочий класс во имя собственных интересов и улучшения собственных условий, будет стремиться к осуществлению таких революционных преобразований, которые будут выполнять не только функции буржуазной революции, но и приведет к установлению рабочего государства. Одновременно Троцкий пишет:

«Пролетариат окажется вынужденным вносить классовую борьбу в деревню и, таким образом, нарушать ту общность интересов, которая несомненно имеется у всего крестьянства, но в сравнительно узких пределах. Пролетариату придется в ближайшие же моменты своего господства искать опоры в противопоставлении деревенской бедноты деревенским богачам, сельскохозяйственного пролетариата — земледельческой буржуазии».

### Осуждение теории перманентной революции в СССР
В Советском Союзе теория перманентной революции была осуждена на пленумах ЦК и ЦКК РКП(б) в резолюции от 17 января 1925 года о выступлении Льва Троцкого, а также в «Тезисах о задачах Коминтерна и РКП(б)» в связи с расширенным пленумом ИККИ, принятых 14-й конференцией РКП(б) «Об оппозиционном блоке в ВКП(б)». Подобные же резолюции были приняты во всех официальных коммунистических партиях стран, входивших в Коминтерн.
Непосредственным поводом для систематизированного изложения Троцким теории перманентной революции и критики сталинистской концепции «этапов революционного процесса» стала политика Коминтерна в Китае, где Коммунистическая партия Китая по указанию Москвы вела линию на союз с национальной буржуазией — вначале с руководством Гоминьдана во главе с Чан Кайши, а после развязанного им антикоммунистического террора (Шанхайская резня 1927 года) — с «левым Гоминьданом» (Ван Цзинвэй).

### Перспективы СССР
Строительство социализма в отдельно взятой России сторонники перманентной революции считали «национальной ограниченностью», отходом от основополагающих принципов пролетарского интернационализма. Троцкисты считали, что если в ближайшее время после Октябрьской революции на Западе не победит пролетарская революция, то СССР ждёт в своём развитии «реставрация капитализма».
В «Переходной программе» Троцкий писал:

«Советский Союз вышел из октябрьской революции как рабочее государство. Огосударствление средств производства, необходимое условие социалистического развития, открыло возможность быстрого роста производительных сил. Аппарат рабочего государства подвергся тем временем полному перерождению, превратившись из орудия рабочего класса в орудие бюрократических насилий над рабочим классом и, чем дальше, тем больше, в орудие саботажа хозяйства. Бюрократизация отсталого и изолированного рабочего государства и превращение бюрократии во всесильную привилегированную касту является самым убедительным — не теоретическим, а практическим — опровержением социализма в отдельной стране.
	
Режим СССР заключает в себе, таким образом, ужасающие противоречия. Но он продолжает оставаться режимом переродившегося рабочего государства. Таков социальный диагноз. Политический прогноз имеет альтернативный характер: либо бюрократия, все более становящаяся органом мировой буржуазии в рабочем государстве, опрокинет новые формы собственности и отбросит страну к капитализму, либо рабочий класс разгромит бюрократию и откроет выход к социализму».

## Развитие теории после Второй мировой войны
Развитие теории перманентной революции было продолжено многими левыми теоретиками-марксистами в странах Западной Европы, Северной и Южной Америки и Юго-Восточной Азии, где действовали троцкистские организации. В период антиколониального подъёма конца 1950-х — 1960-х годов Четвёртый интернационал анализировал развитие революционных процессов в странах «третьего мира», и, прежде всего, в Алжирской и Кубинской революциях.
В 1963 году на одном из конгрессов Четвёртого интернационала была принята резолюция «Динамика мировой революции сегодня». Авторами резолюции были Эрнест Мандель, лидер бельгийской секции, и Джозеф Хансен, член руководства Социалистической рабочей партии (США). В резолюции говорилось:

«… Три главные силы мировой революции — колониальная революция, политическая революция в выродившихся или деформированных рабочих государствах и пролетарская революция в империалистических странах — образуют диалектическое единство. Каждая из этих сил влияет на другие и получает в ответ мощный импульс для её будущего развития или торможения. Задержка пролетарской революции в империалистических странах несомненно воспрепятствовала колониальной революции в том, чтобы встать на социалистический путь, настолько быстро и настолько сознательно, насколько возможно под влиянием победоносного революционного восстания или победы пролетариата в развитых странах. Эта задержка также не даёт возможность для развития политической революции в СССР, в том числе потому, что советские рабочие не видят перед собою примера альтернативного пути строительства социализма».